# Clemens Roothaan
Clemens Carel Johannes Roothaan (Nijmegen, 29 augustus 1918 – Chicago, 17 juni 2019) was een Nederlands-Amerikaans natuurkundige en informaticus.
Roothaan studeerde elektrotechniek aan de TU Delft vanaf 1935. 
Gedurende de Tweede Wereldoorlog werd hij geïnterneerd als krijgsgevangene. Later werden hij en zijn broer wegens verzetsactiviteit opgesloten in het concentratiekamp Vught. Tijdens de opmars van de geallieerden werden op 5 september 1944 circa 500 gevangenen doodgeschoten en werden de overigen, onder wie de gebroeders Roothaan, overgebracht naar concentratiekamp Sachsenhausen. Tegen het einde van de oorlog werden zij op een dodenmars gestuurd waarbij circa een derde omkwam onder wie de broer van Roothaan.
De doctoraalscriptie van Roothaan was afgewerkt in gevangenschap, en op 14 oktober 1945 bekwam hij alsnog zijn diploma van TU Delft. Hierna reisde hij naar de Verenigde Staten waar hij zijn doctoraat behaalde aan de University of Chicago onder Robert Mulliken. Hierna werd hij hoogleraar in de natuurkunde aan diezelfde universiteit. Zijn naam is verbonden aan de "Roothaan-vergelijkingen" voor het oplossen van de Hartree-Fock vergelijkingen in een eindige basisset, een grondsteen van de quantumchemie. 
Na zijn emeritaat, in 1988, werkte hij voor de laboratoria van Hewlett-Packard Laboratories in Palo Alto, California, waar hij betrokken was bij de ontwikkeling van de Itanium-processor.

## Privé
Roothaan was 66 jaar gehuwd met Judith Grace Roothaan-Cosin (1924-2016). Hij kreeg 5 kinderen. Roothaan stierf op 100-jarige leeftijd.